# Ковеси (Соколовський повіт)
Ковеси (пол. Kowiesy) — село в Польщі, у гміні Беляни Соколовського повіту Мазовецького воєводства.
Населення — 361 особа (2011).

## Демографія
Демографічна структура станом на 31 березня 2011 року:
|          | Загалом | Допрацездатний вік | Працездатний вік | Постпрацездатний вік |
| -------- | ------- | ------------------ | ---------------- | -------------------- |
| Чоловіки | 180     | 41                 | 117              | 22                   |
| Жінки    | 181     | 39                 | 104              | 38                   |
| Разом    | 361     | 80                 | 221              | 60                   |